# Jimmy Makulis
Jimmy Makulis (* 12. April 1935 als Demetrius Macoulis, griechisch: Τζίμης Μακούλης, in Athen; † 28. Oktober 2007 ebenda) war ein griechischer Schlagersänger, der in den 1950er und 1960er Jahren auch im deutschsprachigen Raum große Erfolge feierte.

## Leben
Makulis wuchs in Südafrika auf und besuchte in Johannesburg und Kapstadt das Gymnasium und das College. Sein Vater und Großvater waren Diplomaten, der Vater hatte als griechischer Konsul in Zypern sowie als Mitarbeiter für Arbeitsangelegenheiten (Labour Attaché) in der britischen Botschaft in Athen gedient. Jimmy sang abends in Bars und Nachklubs und gewann 1949 in Athen einen Gesangswettbewerb, aufgrund dessen er bald zu einem erfolgreichen Sänger in seinem Heimatland wurde. Seinen ersten Schallplattenvertrag schloss er in Griechenland mit Philips ab.
1955 kam Makulis nach Deutschland, wo er zunächst bei Polydor zwei Singles aufnahm. Sein erster großer Erfolg im deutschsprachigen Raum war 1956 das Lied Auf Cuba sind die Mädchen braun, der von dem Label Heliodor produziert worden war. Der größte Erfolg kam 1959 mit der ersten Ariola-Produktion Gitarren klingen leise durch die Nacht, einer Coverversion des Hits des DDR-Sängers Günter Geißler. Makulis' Version gehört heute zu den Evergreens des deutschen Schlagers. Wegen seines perfekten Aussehens und Auftretens nannten ihn die Medien den „Sinatra des Orients“. In jener Zeit lebte er in München. Auch im Duett, zuerst mit Lolita als Ditta Zusa (1957) und später mit Nina Zacha (1961/62) hatte er Erfolg.
Im Jahr 1959 spielte Makulis in dem Revue-Krimi Mädchen für die Mambo-Bar an der Seite von Kai Fischer und Gerlinde Locker, 1961 wirkte Makulis unter der Regie von Otto Ambros in dem Spielfilm Auf den Straßen einer Stadt mit, dem bis 1966 weitere Filmrollen folgten. Ebenfalls 1961 vertrat er Österreich beim Eurovision Song Contest. Sein Lied Sehnsucht belegte dort Platz 15 – damit war er punktgleich Letzter. 1962 nahm Makulis an den Deutschen Schlager-Festspielen 1962 teil. Sein Lied Ich habe im Leben nur dich kam jedoch nur auf den letzten Platz. Dennoch konnte sich der Titel zwölf Wochen in den deutschen Charts halten.
1966 wechselte Makulis in die USA, wo er in Las Vegas einige beachtliche Erfolge erzielte. Sein Repertoire umfasste mittlerweile zehn Sprachen. 1985 kehrte Jimmy Makulis wieder in seine Heimat Griechenland zurück. Dort nahm er 1990 an der griechischen Vorausscheidung für den Song Contest teil, konnte sich aber nicht qualifizieren. Anfang der 1990er Jahre kehrte er wieder nach Deutschland zurück, wo er noch ein paar kleinere Erfolge erreichen konnte. 2005 kam über eine Musikagentur ein Kontakt zu einem deutschen Label zustande. Seine letzten Studioaufnahmen machte er zusammen mit dem Musikproduzenten Horst Lemke. Seine letzte veröffentlichte CD I Don`t Think I Ever Told You mit drei seiner größten deutschen Hits u. a. „Gitarren klingen leise durch die Nacht“ und zwei englischsprachigen Titeln ist im Jahr 2006 bei Marabu-Records erschienen.
Am 28. Oktober 2007 starb Makulis, der mit der Berlinerin Monika verheiratet war, im Alter von 72 Jahren in einem Krankenhaus in Athen, nachdem er sich einer Herzoperation hatte unterziehen müssen.

## Diskografie (Deutschland)

### Vinyl-Singles
| A/B-Seite                                                          | Katalog-Nr. | Veröffentlichung |
| ------------------------------------------------------------------ | ----------- | ---------------- |
|                                                                    | Polydor     |                  |
| Gib mir deine Hand / Alexandria                                    | 23143       | Dezember 1955    |
| Tschika-Tschika-Bum / Kleine Cha-Cha-Senorita                      | 23176       | Februar 1956     |
|                                                                    | Heliodor    |                  |
| Auf Cuba sind die Mädchen braun / In einer Mondnacht in Peru       | 450003      | Juni 1956        |
| Tongatabu / Maria Mia Manzanares                                   | 450045      | Oktober 1956     |
| Donna Dolores / Cubana – Cubanita                                  | 45108       | April 1957       |
| Sieben Berge – sieben Täler (& Ditta Zusa) / Bahama Mama           | 450159      | April 1957       |
| Sieben Berge – sieben Täler (& Ditta Zusa) / Nani – Nana           | 450137      | November 1957    |
|                                                                    | Polydor     |                  |
| Buona Sera / Mia Maddalen                                          | 23601       | November 1957    |
| Wer das Wunder kennt / Uns trennen Länder (A+B: Erni Bieler)       | 23636       | Januar 1958      |
| Konstantinopel / Addios, Mariquita Linda                           | 23655       | April 1958       |
| Am Strande von Mindanao / Mit etwas Liebe (A+B: & Lolita)          | 23720       | Mai 1958         |
| So küssen die Frauen in Peru / Canzone d’amore                     | 23746       | Mai 1958         |
| Te Quiero / Stern von Napoli (A+B: & Lolita)                       | 23749       | Mai 1958         |
| Buenas noches mi amor / Spiel auf dem Tamburin                     | 23818       | September 1958   |
| So eine Liebe / Eine kleine Reise                                  | 23863       | November 1958    |
|                                                                    | Ariola      |                  |
| Gitarren klingen leise durch die Nacht / Addio, mein blondes Mädel | 35270       | September 1959   |
| Tahiti / Das Wunder einen Sternennacht                             | 35280       | Januar 1960      |
| Ein Boot, eine Mondnacht und du / Nachts in Rom                    | 35575       | Juli 1960        |
| Weites Land / Am Lido wartet eine Gondel (A+B: & Nina Zacha)       | 35608       | Februar 1961     |
| Eine Insel aus Träumen geboren / Träumen von der Südsee            | 45422       | Mai 1961         |
| Sweetheart-Guitar / Das Tal der weißen Rose                        | 45210       | November 1961    |
| Ich habe im Leben nur dich / Keiner weiß wohin                     | 45300       | Februar 1962     |
| Hörst du das Lied / Der bunte Hochzeitswagen (A+B: & N. Zacha)     | 45309       | April 1962       |
| Weil ich weiß, daß wir uns wiederseh’n / Maro, Maro                | 45383       | September 1962   |
| Lebe wohl, du Blume von Tahiti / Der Wind hat sich gedreht         | 10028       | Januar 1963      |
| Bald kommt der Tag / Gold im Sonnenschein                          | 10242       | Februar 1963     |
| Fontana Di Trevi / So kommt ein Stern in der Nacht                 | 12577       | Mai 1963         |
| Vaya Con Dios / Aloha oe                                           | 10424       | November 1963    |
| O Potamos / Chlipa Cambana                                         | 18228       | April 1965       |
|                                                                    | Vogue       |                  |
| Komm fahr mit mir / Wenn ich geh                                   | 14082       | November 1963    |
| Adios My Darling / Little Moonlight-Love                           | 14108       | Januar 1964      |
| Mutter / Solange du da bist                                        | 14137       | April 1964       |
| Mit jedem Tag / Träume                                             | 14185       | September 1964   |
| Bella Annabell / Alter Joe                                         | 14362       | Juli 1965        |
|                                                                    | Philips     |                  |
| Nie war diese Welt so schön / Es kommt der Tag                     | 388384      | Mai 1969         |
| Nach Regen gibt es wieder Sonnenschein / Dreimal wird gedreht      | 6003002     | Januar 1970      |
|                                                                    | Electrola   |                  |
| Es gibt ein Wiedersehn / Komm mit mir                              | 41051       | 1975             |
|                                                                    | Jupiter     |                  |
| Mädchen von Samos / Lebwohl Athen                                  | 16946       | 1976             |

### Vinyl-Musikalben
| Titel                          | Katalog-Nr.  | Veröffentlichung |
| ------------------------------ | ------------ | ---------------- |
| Unter südlicher Sonne          | Ariola 31045 | 1961             |
| Die großen Erfolge von gestern | Ariola 27241 | 1978             |

### Compact Discs
| Titel                                          | Musiklabel      | Veröffentlichung |
| ---------------------------------------------- | --------------- | ---------------- |
| Gitarren klingen leise durch die Nacht         | Bear Family     | 1996             |
| Insel der Träume – Das Beste von Jimmy Makulis | BMG Ariola      | 2002             |
| Auf Cuba sind die Mädchen braun                | Universal Music | 2012             |

## Filmografie
- 1956: Hilfe – sie liebt mich!
- 1956: Das alte Försterhaus
- 1956: Einmal eine große Dame sein
- 1957: Mein Schatz ist aus Tirol
- 1958: Mädchen für die Mambo-Bar
- 1960: Schlagerparade 1960
- 1960: Wegen Verführung Minderjähriger
- 1961: Auf den Straßen einer Stadt
- 1961: Ramona
- 1962: Café Oriental
- 1963: Hochzeit am Neusiedler See
- 1966: Das Spukschloß im Salzkammergut